# 南极人

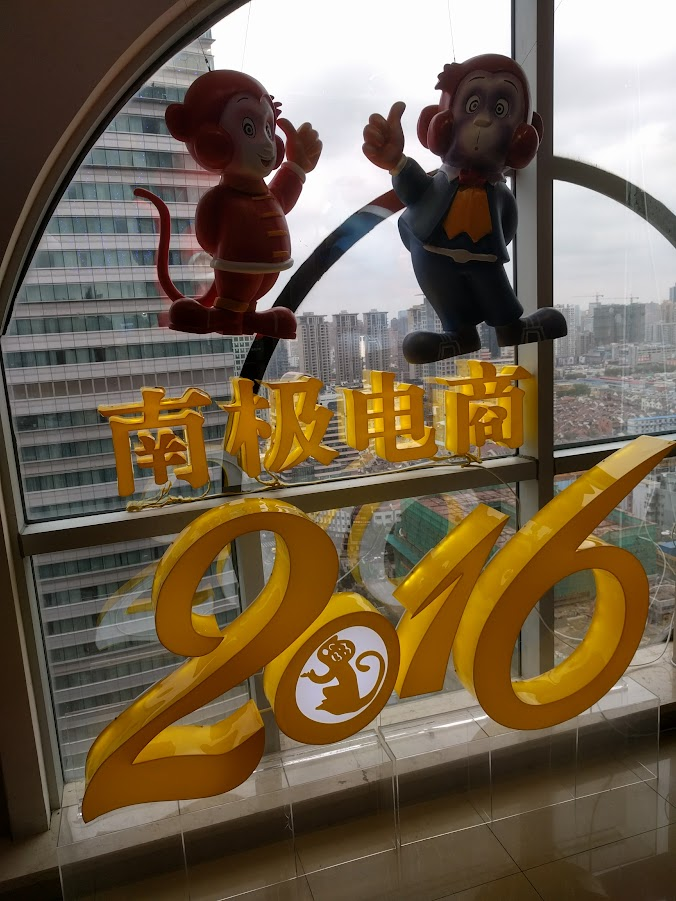
南極電商2016

南极人（深交所：002127，简称：南极电商）是中国大陆一家大型品牌授權商，创立于1997年，最早研发和销售的产品主要包括保暖内衣和秋冬内衣。公司也涉及毛衫、毛裤、西服、茄克、羽绒服、T恤、衬衫、家居服、裤类、家纺等类型的产品品牌授權。公司位于上海市杨浦区。
2014年，南极电商就出售了旗下全资化纤及印染业务；到了2015年，南极电商彻底剥离了丝织品织造业务，完成了由传统制造业向电商服务型企业的转型。由于其大胆使用贴牌战略，消费者对其质量评价逐渐降低。